# Niemiecki cmentarz wojskowy w Cannock Chase
Niemiecki cmentarz wojskowy w Cannock Chase (ang. Cannock Chase German Military Cemetery) – cmentarz wojskowy w środkowej Anglii, w Brindley Heath, w obrębie lasu Cannock Chase. Spoczywają na nim obywatele niemieccy, którzy zmarli na terytorium Wielkiej Brytanii podczas I (1914–1918) i II wojny światowej (1939–1945).
16 października 1959 rządy Wielkiej Brytanii i RFN zawarły porozumienie, które przewidywało utworzenie nowego, centralnego cmentarza wojskowego, na który przeniesione zostałyby groby niemieckie z obu wojen światowych rozproszone w różnych zakątkach Wielkiej Brytanii, o ile nie znajdowały się one na jednym z istniejących cmentarzy wojskowych. Otwarcie cmentarza nastąpiło 10 czerwca 1967.
Na cmentarzu spoczywa 4940 osób, w tym 2143 zmarłych podczas I wojny światowej oraz 2797 podczas II wojny światowej. 4787 spośród pochowanych zostało zidentyfikowanych. Większość pochowanych to jeńcy wojenni, internowani cywile oraz lotnicy polegli w działaniach wojskowych nad Anglią. Cmentarz ten jest miejscem pochówku zdecydowanej większości Niemców zmarłych na terytorium Wielkiej Brytanii podczas wojen światowych. 1307 osób pochowanych jest na innych cmentarzach wojskowych w tym kraju. Wśród pochowanych na tym cmentarzu znajduje się kilkudziesięciu Austriaków. 
Za projekt i budowę cmentarza, a także sprowadzenie na niego szczątków, odpowiedzialny był Związek dla Opieki nad Niemieckimi Grobami Wojennymi (Volksbund Deutsche Kriegsgräberfürsorge). Opiekę nad cmentarzem sprawuje Komisja Grobów Wojennych Wspólnoty Narodów (Commonwealth War Grave Commission).
Od 2002 roku cmentarz wpisany jest na listę zabytkowych parków i ogrodów jako zabytek klasy I, a od 2006 roku także na listę zabytkowych budynków jako zabytek klasy II.
W bliskim sąsiedztwie znajduje się drugi, mniejszy cmentarz wojskowy Cannock Chase War Cemetery, na którym spoczywa 387 osób, w tym 286 Niemców, głównie ofiar I wojny światowej.